# Saint-Méard-de-Drône
Saint-Méard-de-Drône é uma comuna francesa na região administrativa da Nova Aquitânia, no departamento Dordonha. Estende-se por uma área de 9,02 km². Em 2010 a comuna tinha 504 habitantes (densidade: 55,9 hab./km²).